# Alticuma botnariuci
Alticuma botnariuci is een zeekommasoort uit de familie van de Bodotriidae. De wetenschappelijke naam van de soort is voor het eerst geldig gepubliceerd in 2007 door Petrescu.